# Kara Youssouf
Kara Youssouf (Azéri: Qara Yusif قارا یوسف;) « Youssouf le Noir » (mort en décembre 1420 ), fut le souverain des Moutons Noirs Turcomans (Kara Koyunlu) d'environ 1389 à 1420.

## Biographie
Kara Youssouf était le 3e fils de Qara Mehmed (tué en avril 1389). Après la mort de son frère aîné Bayram (1389), pour prendre la tête de la confrérie il doit après avoir écarté son frère, le faible,  Misr Khodja s'imposer contre son cousin, un neveu (?) de Qara Mehmed, Pir Hasan tué en 1391 et le fils de ce dernier Husayn Beg.  
Devenu le chef incontesté des Qara Koyunlu, il se rebelle contre les Jalayirides dont il était vassal, et protège son indépendance avec la conquête de Tabriz. Cependant, en 1400, les armées de Tamerlan lui infligèrent une défaite, qui força Kara Youssouf à fuir en Égypte où il trouve refuge auprès des Mamelouks. 
Après la mort de Tamerlan, revenu de son exil Il rentre en Azerbaïdjan, réunit une nouvelle armée et réoccupe sa capitale Tabriz en 1406. Les Timourides, Abou Bekr et son père Miran Shah tente de reconquérir l'Azerbaïdjan  mais le 20 avril 1408 Kara Youssouf leur inflige une défaite décisive dans laquelle Miran Shah est tué et il s'empare de Tabriz. Il ruine ainsi l'œuvre de Tamerlan du côté de l'ouest où, quatre ans après la mort du conquérant, ses héritiers sont chassés de l'Iran occidental.
Kara Youssouf entre ensuite en conflit avec Ahmed Djelaïr le sultan de Bagdad qui veut lui disputer ses nouvelles conquêtes ce dernier est vaincu le 30 août 1410 près de Tauris et assassiné le lendemain. Kara Youssouf conquiert alors Bagdad, provoquant ainsi la chute des Jalayirides.
En 1412, il est vainqueur du roi Constantin Ier de Géorgie qui est exécuté après le combat, et de ses alliés musulmans à la bataille de Chalagan. En 1419, Kara Youssouf mettant à profit de nouvelles querelles entre les Timourides occupe l'Irak Adjémî, Sultaniya et Qazvin.
L'énergique Timouride shah Rukh se décide alors à intervenir. Il quitte Herat pour l'Azerbaïdjan avec une importante armée mais Kara Yousouff meurt avant qu'elle puisse intervenir en décembre 1419 ou 1420,

## Postérité
- Pir Budaq gouverneur d'Azerbaïdjan pour son père, de 1411 à sa mort 1418 ;
- Shah Mehmed prince de Bagdad mort en 1434
- Ispand ou Isfahan prince de Bagdad mort en 1445 ;
- Iskandar ;
- Abu Sa'id vassal des Timourides de 1428 à 1430 mort en 1432/1433 ;
- Jihan Shah.
- une fille épouse de Ahmad as-Sâlih II dernier prince Artukide
- une fille épouse de Shams al-Din seigneur de Bitlis